# Sismicitat
Sismicitat és l'estudi de la quantitat de sismes que ocorren en un lloc en concret. Un lloc pot tenir alta o baixa sismicitat i això que significa que hi ocorren sismes amb freqüència. Sismicitat és el nom tècnic que s'usa en sismologia per dir "quantitat de sismes en un lloc".
Un estudi de sismicitat és aquell que mostra un mapa amb els epicentres i el nombre de sismes que hi ocorren en un període en concret. La sismicitat, a més, té certes lleis. Una de les més usades és la llei de Gutenberg-Richter, que relaciona el nombre de sismes amb la magnitud.